# Presidenza di Martin Van Buren
La presidenza di Martin Van Buren ebbe inizio il 4 marzo 1837 con la cerimonia d'insediamento e terminò il 4 marzo 1841. Van Buren, vicepresidente uscente e successore designato di Andrew Jackson, assunse la carica come ottavo presidente degli Stati Uniti d'America dopo aver vinto le elezioni presidenziali del 1836. Esponente del Partito Democratico, raccolse 170 grandi elettori contro i 124 andati a William Henry Harrison e ad altri tre candidati del Partito Whig. Insieme a John Adams, Thomas Jefferson e George Herbert Walker Bush, Van Buren è uno dei quattro vicepresidenti in carica ad essere eletti presidenti. All'età di 54 anni fu il più giovane ad assumere la carica fino a quel momento.
Il problema principale che dovette affrontare la sua presidenza fu la prolungata recessione dell'economia nazionale in seguito al panico del 1837, iniziato poche settimane dopo l'inizio della sua presidenza. Da una parte, Van Buren si oppose a qualsiasi intervento diretto sull'economia da parte del governo federale, dall'altro si impegnò a mantenere solvibile il governo e quindi a ridurre le spese. Propose di mantenere il controllo dei fondi federali in un Tesoro indipendente, piuttosto che in banche statali, ma il Congresso avrebbe approvato tale manovra solo nel 1840. Sulla schiavitù riteneva che, in quanto presidente "di tutti", dovesse opporsi ai tentativi di abolirla nel distretto di Washington contro il volere degli Stati schiavisti del profondo Sud.
In politica estera negò l'applicazione alla repubblica del Texas del diritto di ammissione nell'Unione, preoccupato che il suo ingresso avrebbe contribuito a minare l'equilibrio Nord-Sud sulla questione dello schiavismo; sperò inoltre che questo avrebbe evitato la guerra con il Messico, che rivendicava la sovranità sul territorio texano. Le relazioni bilaterali con l'impero britannico e le sue colonie in Canada furono messe a dura prova dalla guerra di Aroostook, conclusasi senza spargimento di sangue, e dal "caso Caroline"; durante le ribellioni canadesi 1837-1838 il presidente proclamò la neutralità degli Stati Uniti e riuscì a tenere sotto controllo l'intervento di privati cittadini statunitensi a fianco dei ribelli.

La firma autografa del presidente.

La sua incapacità di affrontare efficacemente la crisi economica, unita alla crescente forza politica dell'opposizione Whig, portò alla sua sconfitta nelle elezioni presidenziali del 1840, battuto da Harrison.
La sua presidenza venne contrassegnata sia da insuccessi e critiche sia da buoni risultati e lodi; la classifica storica dei presidenti degli Stati Uniti d'America lo valuta nel migliore dei casi nella media.
Il suo risultato più duraturo fu l'abile organizzazione del nuovo Partito Democratico, guidandolo verso il dominio nel secondo sistema partitico.

## Elezioni presidenziali del 1836

La Casa Bianca nel 1835.

Il presidente uscente Andrew Jackson, pur non ripresentandosi, era determinato a rendere il suo vice anche il suo successore, così da poter continuare le politiche adottate dalla sua presidenza; con questo sostegno determinante alle spalle, Van Buren ottenne la nomina alla Convention nazionale del Partito Democratico senza opposizione.

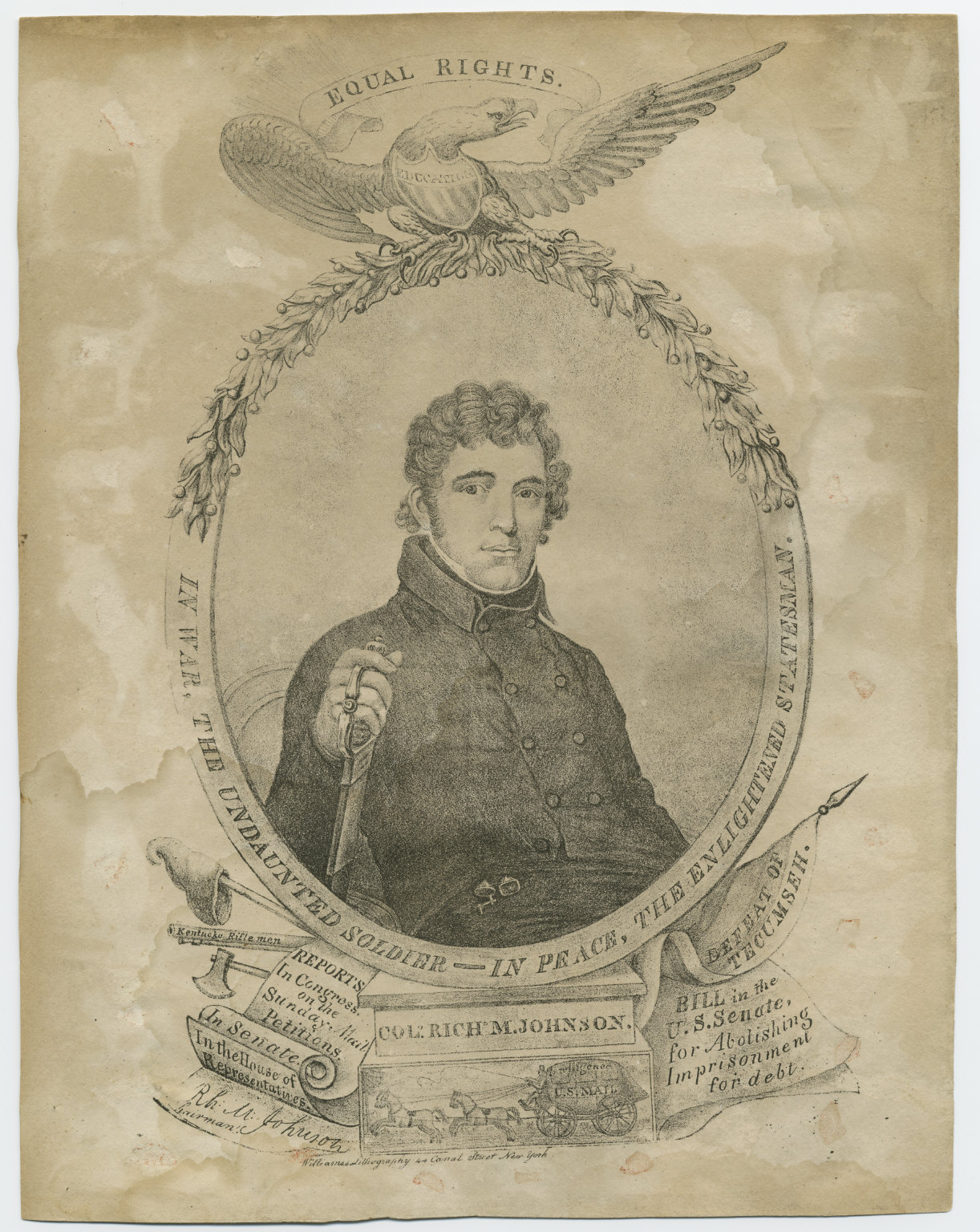
Ritratto del colonnello Richard Mentor Johnson, candidato alla vicepresidenza.

Due erano i candidati per la vicepresidenza: il deputato alla Camera dei Rappresentanti Richard Mentor Johnson del Kentucky e l'ex senatore William Cabell Rives della Virginia; i Democratici del Sud, ma pure lo stesso Van Buren, preferivano Rives. Jackson, d'altra parte, propendeva a favore del primo; ancora una volta la notevole influenza del presidente uscente prevalse e Johnson ricevette i necessari due terzi dei suffragi.
Van Buren si mostrò contrario alla ricostituzione di una Seconda banca nazionale; sulla questione della schiavitù cercò di ottenere il sostegno dei sudisti assicurando che si opponeva all'abolizionismo a livello federale e sosteneva invece il mantenimento della schiavitù in tutti quegli Stati federati in cui essa già esisteva. Personalmente, considerava la schiavitù immorale, ma sancita dalla Costituzione.
I concorrenti di Van Buren furono tre esponenti del Partito Whig, di recente formazione, una coalizione libera basata dall'opposizione alle politiche contro la banca nazionale di Jackson; i Whig non avevano ancora l'unità interna e la forza organizzativa per schierare una singola coppia di candidati o definire un programma unico, decisero quindi di presentare diversi candidati su base geografica nella speranza di impedire l'elezione diretta di Van Buren e di demandare il risultato alla Camera, dove ogni delegazione statale avrebbe avuto un voto singolo e i Whig avrebbero avuto maggiori possibilità di vincere. I tre candidati Whig furono Hugh Lawson White del Tennessee, Daniel Webster del Massachusetts e William Henry Harrison dell'Indiana; oltre ad appoggiare i programmi di lavori pubblici a livello federale e una banca nazionale, ed attaccarono Jackson per "atti di aggressione e usurpazione del potere".

Risultati elettorali; in blu gli Stati vinti da Van Buren.

Van Buren vinse con 764.198 voti popolari, il 50,9% del totale e 170 grandi elettori; Harrison guidò i Whig con 73 voti elettorali, White ne ricevette 26 e Webster 14. Willie Person Mangum della Carolina del Sud ricevette gli 11 suffragi del suo Stato, che non aveva voto popolare.
La vittoria di Van Buren fu il risultato di una combinazione delle sue qualità politiche e personali, della popolarità e dell'appoggio di Jackson, del potere organizzativo del Partito e dell'incapacità dei Whig di raggrupparsi attorno ad un unico candidato e ad una campagna elettorale efficace.
Johnson ricevette d'altro canto solo 147 preferenze, una in meno del numero necessario per eleggere il vicepresidente; la Virginia era stata vinta da Van Buren ma come vicepresidente aveva vinto William Smith. L'8 febbraio 1837 il Senato si riunì e, in conformità con il XII emendamento, procedette ad eleggere il vicepresidente tra i due maggiori destinatari del voto elettorale, cioè lo stesso Johnson e Francis Granger. I primo vinse con un voto di 33 contro 17.
L'elezione del 1836 segnò un'importante svolta nella storia politica degli Stati Uniti a causa della creazione del "secondo sistema partitico"; all'inizio degli anni 1830 i raggruppamenti politici erano ancora in continuo movimento. Alla fine della campagna del 1836 il nuovo sistema invece si trovò quasi pressoché stabilizzato, poiché quasi ogni fazione era stata assorbita dai Democratici o dai Whig.

## Insediamento
Il neoeletto prestò giuramento come presidente davanti al presidente della Corte suprema Roger Brooke Taney il 4 marzo, nel corso di una cerimonia tenutasi nel portico orientale del Campidoglio; subito dopo il giuramento venne eseguito l'inno ufficiale del presidente degli Stati Uniti Hail to the Chief per la prima volta nella storia degli insediamenti, tradizione esistente tuttora. All'età di 54 anni Van Buren era il più giovane ad assumere la carica fino a quel momento; definì il suo ruolo come salvaguardia dell'Unione: "sacro per sostenere quelle istituzioni politiche" create dai Padri fondatori e in particolare i sacri principi jeffersoniani di un governo federale limitato per lasciare un ampio spazio di libertà alla sovranità "del popolo e degli Stati federati degli Stati Uniti d'America".
La cerimonia d'insediamento segnò l'uscita di scena di una personalità molto forte e vitale, Jackson, e l'arrivo del suo numero due, Van Buren, in quella che sembrò una nuova dinastia presidenziale; i due si mossero dentro un piccolo phaeton, costruito con il legno della USS Constitution, condotto da quattro cavalli grigi. Era la prima volta che il presidente uscente e quello entrante si dirigevano insieme al Campidoglio. I festeggiamenti del giorno si dimostrarono essere più un omaggio al presidente uscente che una celebrazione di quello entrante. Il discorso inaugurale prese atto di ciò:
Sostenitore di lunga data di Jackson, il senatore Thomas Hart Benton, dopo aver osservato la scena, commentò: "per una volta, il sorgere del sole è stato eclissato dal tramonto".

## Presidenza

### Cronologia
Gli avvenimenti salienti avvenuti durante la presidenza Van Buren furono:
1837
- esplosione del "caso Caroline";
- prosecuzione della seconda guerra seminole (1835-1842);
- esplosione del panico del 1837, con fallimenti bancari a catena e picco del tasso di disoccupazione;
- cattura del capo seminole Osceola da parte del generale Thomas Sidney Jesup;
- fondazione della casa editrice Little, Brown and Company;
- pubblicazione di Poems Written During the Progress of the Abolition Question in the United States, scritto dal poeta quacchero John Greenleaf Whittier a Boston, trattazione organica dei principali temi dell'abolizionismo;

1838
- prima dimostrazione pubblica dell'uso del telegrafo tramite codice Morse da parte di Samuel Morse;
- primo conio del dime da parte della zecca di New Orleans;
- cosiddetta guerra di Aroostok sui confine contesi tra Maine e Nuovo Brunswick, conclusasi senza spargimento di sangue;
- trasferimento forzato dei Cherokee, con la prosecuzione della deportazione degli indiani sul sentiero delle lacrime;
- creazione del territorio dell'Iowa;
- avvio della spedizione di Wilkes;
- fuga di Frederick Douglass: vestito da marinaio e con documenti di identificazione fornitigli da un afroamericano libero, salì su un treno nel Maryland per raggiungere uno Stato non schiavista;
- promulgazione del Missouri Executive Order 44 ("ordine di espulsione e sterminio") da parte del governatore del Missouri Lilburn Boggs; i Mormoni in fuga dal Missouri;
- fondazione dell'Università Duke;

1839
- fondazione dell'Università del Missouri;
- fondazione dell'American Statistical Association;
- avvio del caso coinvolgente la goletta Amistad, nave negriera nella tratta atlantica;
- guerra di Miele;

1840
- circumnavigazione dell'Antartide da parte di Charles Wilkes e battesimo della Terra di Wilkes;
- apertura del primo studio fotografico da parte di Alexander Simon Wolcott e John Johnson a Broadway;
- censimento degli Stati Uniti d'America del 1840: 6.000 neri liberi censiti;
- vittoria di William Henry Harrison alle elezioni presidenziali del 1840;

1841
- primo episodio di ostruzionismo al Senato;
- insediamento della presidenza di William Henry Harrison.

### Gabinetto ministeriale
Partiti politici
  Democratico
| Dipartimento | Incarico                       | Ritratto | Ritratto              | Nome                     | Mandato          | Mandato        |
| Dipartimento | Incarico                       | Ritratto | Ritratto              | Nome                     | Inizio           | Termine        |
| ------------ | ------------------------------ | -------- | --------------------- | ------------------------ | ---------------- | -------------- |
|              | Presidente                     |          |                       | Martin Van Buren         | 4 marzo 1837     | 4 marzo 1841   |
|              | Vicepresidente                 |          |                       | Richard Mentor Johnson   | 4 marzo 1837     | 4 marzo 1841   |
|              |                                |          |                       |                          |                  |                |
|              | Segretario di Stato            |          |                       | John Forsyth             | 4 marzo 1837     | 4 marzo 1841   |
|              | Segretario al tesoro           |          |                       | Levi Woodbury            | 4 marzo 1837     | 4 marzo 1841   |
|              | Segretario alla Guerra         |          |                       | Joel Roberts Poinsett    | 7 marzo 1837     | 5 marzo 1841   |
|              | Procuratore generale           |          |                       | Benjamin Franklin Butler | 4 marzo 1837     | 4 luglio 1838  |
|              | Procuratore generale           |          | Felix Grundy          | 5 luglio 1838            | 14 dicembre 1839 |                |
|              | Procuratore generale           |          | Henry Dilworth Gilpin | 11 gennaio 1840          | 4 marzo 1841     |                |
|              | Direttore generale delle poste |          |                       | Amos Kendall             | 4 marzo 1837     | 18 maggio 1840 |
|              | Direttore generale delle poste |          | John Milton Niles     | 19 maggio 1840           | 4 marzo 1841     |                |
|              | Segretario alla Marina         |          |                       | Mahlon Dickerson         | 4 marzo 1837     | 30 giugno 1838 |
|              | Segretario alla Marina         |          | James Kirke Paulding  | 1º luglio 1838           | 4 marzo 1841     |                |

Van Buren conservò gran parte del gabinetto della precedente presidenza di Andrew Jackson oltre ai funzionari di livello inferiore, poiché sperava che mantenerli al loro posto avrebbe tenuto a bada i Whig nel Sud e avrebbe mostrato i Democratici come partito di unità nazionale. I ministri rappresentavano le diverse regioni del paese: il segretario al tesoro Levi Woodbury proveniva dalla Nuova Inghilterra, il procuratore generale Benjamin Franklin Butler e il segretario alla Marina Mahlon Dickerson provenivano dagli Stati del Medio Atlantico, il segretario di Stato John Forsyth rappresentava il Sud, mentre il direttore generale delle poste Amos Kendall del Kentucky l'ovest.
Per il solo incarico rimasto disponibile, di segretario alla Guerra, Van Buren si rivolse inizialmente a William Cabell Rives, che aveva cercato la candidatura a vicepresidente alle elezioni presidenziali del 1836; questi però declinò e Van Buren nominò invece Joel Roberts Poinsett, esponente della Carolina del Sud che si era opposto alla secessione durante la crisi della nullificazione.
La composizione del gabinetto fu criticata da politici della Pennsylvania come James Buchanan, che sostenevano che il loro Stato meritava un posto di governo, e da alcuni Democratici, per i quali Van Buren avrebbe dovuto usare le nomine per rafforzare il suo potere personale. Ma Van Buren riteneva importante evitare conflitti legati alle nomine, e il mantenimento di quasi tutta la compagine di governo di Jackson mise in chiaro che intendeva continuare sulla stessa linea del predecessore.
Nel 1838 Butler si dimise e fu sostituito da Felix Grundy, senatore del Tennessee molto legato a Jackson. Grundy fu in seguito sostituito a sua volta da Henry Dilworth Gilpin proveniente proprio dalla Pennsylvania; insoddisfatto nei riguardi della disciplina e del morale dell'United States Navy il presidente fece pressioni su Dickerson perché lasciasse libero il posto nel 1838; gli succedette James Kirke Paulding. John Milton Niles, un fedelissimo del partito ed ex senatore del Connecticut, subentrò nel 1840 in qualità di nuovo direttore generale delle Poste.
Van Buren tenne regolari riunioni formali di gabinetto ed interruppe quelle informali con consiglieri non ufficiali, che avevano suscitato attenzione durante la presidenza di Jackson. Chiese pareri ai capi di dipartimento, tollerò gli scambi aperti e persino franchi tra i suoi ministri, percependo se stesso come "un mediatore, e in una certa misura un arbitro tra le opinioni contrastanti" dei suoi consiglieri. L'assunzione di un tale distacco gli permise di esprimere giudizi sopra le parti e di proteggere la propria prerogativa a prendere la decisione finale.

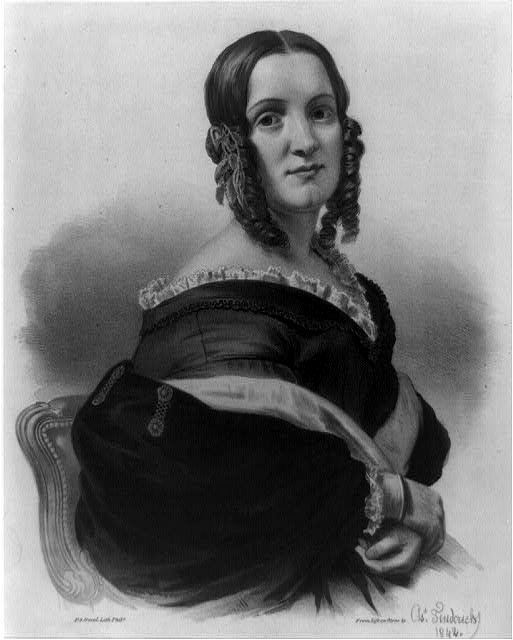
Ritratto di Angelica Van Buren.

### First lady alla Casa Bianca
Per la prima metà della sua presidenza Van Buren, vedovo da 17 anni, non ebbe una specifica persona per ricoprire il ruolo di First lady alla Casa Bianca durante gli eventi mondani e gestì da solo queste occasioni. Quando suo figlio maggiore Abraham Van Buren sposò Angelica Singleton, nel 1838, il presidente decise rapidamente che questa poteva diventare la padrona di casa. Angelica si fece aiutare dalla lontana parente Dolley Payne Todd Madison, tornata a Washington dopo la morte del marito, l'ex presidente James Madison, e presto i ricevimenti presidenziali si vivacizzarono. Dopo il ricevimento di fine anno del 1839 il Boston Post proclamò: "[Angelica Van Buren è una] donna di rari traguardi, molto modesta ma perfettamente a proprio agio, aggraziata nei modi e libera e vivace nella conversazione [...] da tutti ammirata".
Mentre la nazione subiva i contraccolpi di una profonda depressione economica, la copertura giornalistica dello stile eccessivamente sfarzoso dato ai ricevimenti di Angelica Van Buren, influenzata in questo dalle sue intense letture sulla vita di corte europea (e il suo ingenuo piacere di essere ricevuta come "regina degli Stati Uniti" quando visitò il Regno Unito e la Francia subito dopo il suo matrimonio), così come le voci secondo cui intendeva riprogettare i giardini della Casa Bianca per renderli simili a quelli reali d'Europa, furono usati contro il suocero. Un deputato Whig della Pennsylvania, Charles Ogle, si riferì in modo indiretto a lei come parte della "famiglia" presidenziale nel corso di un suo discorso divenuto celebre come il discorso del cucchiaio d'oro (gold spoon oration), tenuto alla Camera nell'aprile 1840.

### Nomine giuridiche
Il presidente nominò due giudici associati della Corte Suprema:
- John McKinley - scelto il 22 aprile 1837, confermato dal Senato il 25 settembre seguente;
- Peter Vivian Daniel - confermato dal Senato il 2 marzo 1841.

| Nome                | Seggio | Stato    | Inizio servizio attivo | Termine servizio attivo |
| Peter Vivian Daniel | 3°     | Virginia | 3 marzo 1841           | 31 maggio 1860          |
| John McKinley       | 8°     | Alabama  | 22 aprile 1837         | 19 luglio 1852          |

Nominò anche otto giudici federali, tutti nei tribunali distrettuali.
| Nome                      | Corte                                              | Inizio servizio attivo | Termine servizio attivo |
| Mahlon Dickerson          | New Jersey                                         | 23 luglio 1840         | 16 febbraio 1841        |
| Philemon Dickerson        | New Jersey                                         | 2 marzo 1841           | 10 dicembre 1862        |
| Samuel Jameson Gholson    | Mississippi Settentrionale Mississippi Meridionale | 13 febbraio 1839       | 10 gennaio 1861         |
| Robert Budd Gilchrist     | Carolina del Sud                                   | 30 ottobre 1839        | 1º maggio 1856          |
| Philip Kissick Lawrence   | Louisiana Orientale Louisiana Occidentale          | 12 settembre 1837      | 19 marzo 1841           |
| John Young Mason          | Virginia Orientale                                 | 3 marzo 1841           | 23 marzo 1844           |
| John Cochran Nicoll       | Georgia                                            | 11 maggio 1839         | 19 gennaio 1861         |
| Isaac Samuels Pennybacker | Virginia Occidentale                               | 23 aprile 1839         | 6 dicembre 1845         |

## Affari interni

### Panico del 1837

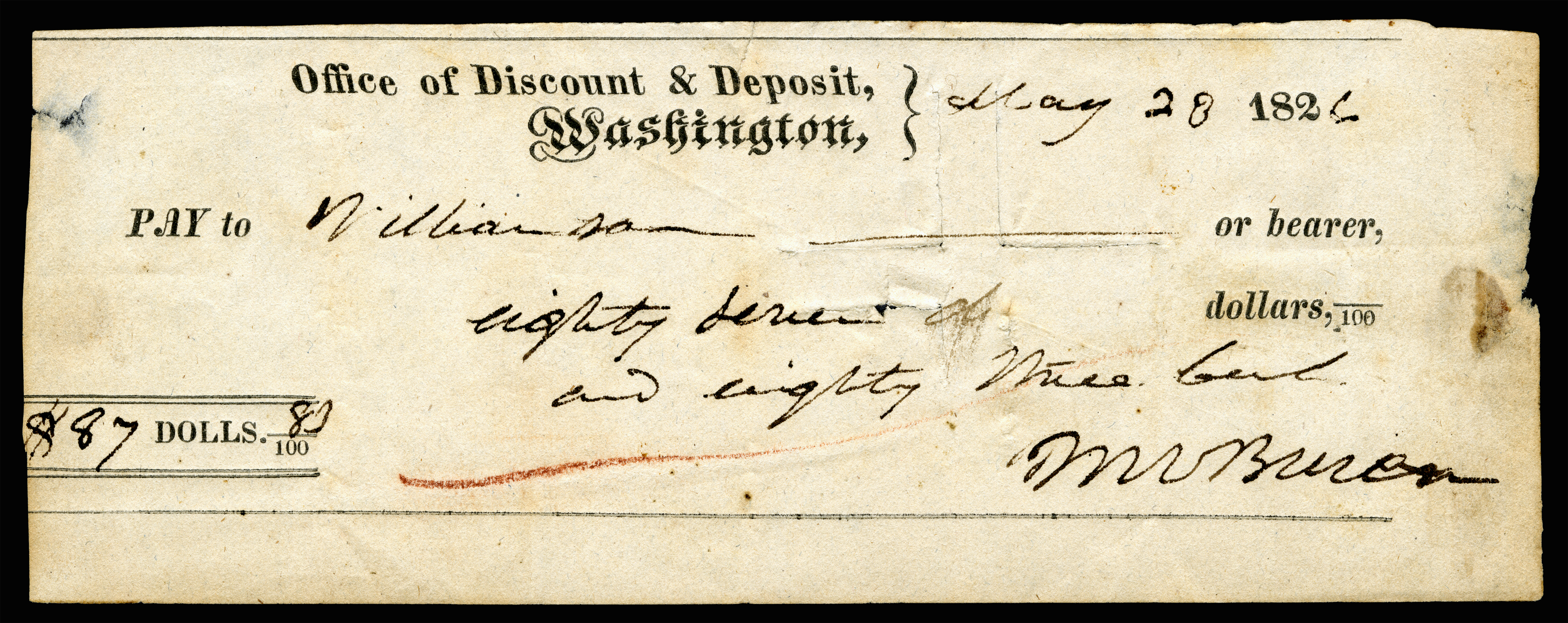
Un assegno firmato dal presidente.

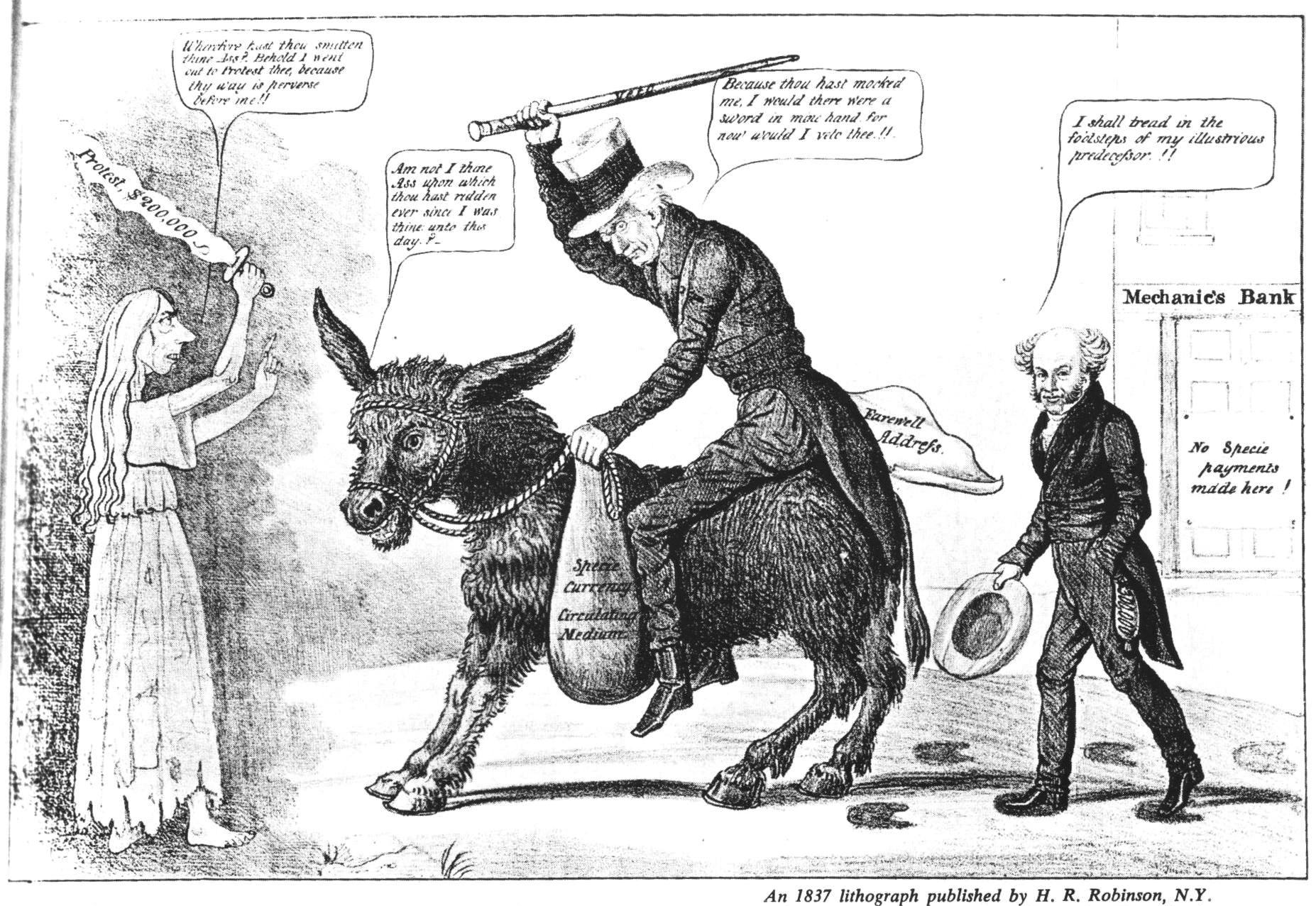
Il moderno Balaam e il suo asino: una caricatura del 1837 che attribuisce la responsabilità del grande panico e del pericoloso stato del sistema bancario al presidente uscente Andrew Jackson, mostrato mentre cavalca un asino riottoso, mentre il nuovo presidente Martin Van Buren commenta con approvazione.

Appena il presidente entrò in carica l'economia nazionale stava per entrare in crisi, e la prosperità degli anni 1830 volgeva al termine. Appena due mesi dopo la sua entrata in carica, il 10 maggio, alcune importanti banche statali di New York a corto di riserva di valuta improvvisamente si rifiutarono di convertire le banconote in oro e argento. Presto altre istituzioni finanziarie in tutta la nazione seguirono l'esempio. Questa grave crisi finanziaria divenne nota come panico del 1837; esso fu seguito da una forte recessione durata cinque anni, durante la quale numerose imprese fallirono con il tasso di disoccupazione che raggiunse livelli senza precedenti.
Il presidente attribuì la responsabilità del crollo economico a quelle che considerava "avide istituzioni", sia nazionali sia straniere, interessate esclusivamente al profitto, e all'eccesso di credito erogato dalle banche. Gli esponenti del Partito Whig al Congresso diedero facilmente la colpa ai dirigenti del Partito Democratico, insieme alle politiche economiche adottate a suo tempo dalla presidenza di Andrew Jackson, in particolare per quanto riguardava il suo ordine esecutivo Specie Circular del 1836, che esigeva l'uso di monete in metallo prezioso per l'acquisto di terreni demaniali, minando la fiducia nelle banconote emesse dalle banche. Da più parti si levò la richiesta di annullare la circolare, tanto che l'ex presidente Jackson inviò una lettera a Van Buren raccomandando di non revocare l'ordine, ritenendo che si dovesse attendere il tempo necessario per vederne gli effetti. Altri, come il banchiere Nicholas Biddle, credettero invece che lo smantellamento della Seconda banca degli Stati Uniti ad opera di Jackson fosse direttamente responsabile dell'aumento di banconote in circolazione, che aveva fatto precipitare la crisi.
Nel tentativo di far fronte alla situazione, i Whig proposero la reintroduzione di una banca nazionale. Il presidente replicò proponendo l'istituzione di un Tesoro indipendente; un sistema del genere, dichiarò, avrebbe sottratto la gestione monetaria nazionale all'interferenza politica: il governo avrebbe mantenuto tutti i propri saldi monetari sotto forma di metalli preziosi (moneta forte) e ciò avrebbe prodotto una limitazione della stampa di banconote, misura progettata per prevenire l'inflazione.
Van Buren annunciò il suo progetto a settembre, ma incontrò l'opposizione delle banche e un'alleanza composta dai conservatori Whig e Democratici impedì che potesse trasformarsi in legge fino al 1840; il cosiddetto "Tesoro indipendente" sarebbe durato solo per un anno, in quanto i Whig abrogarono la direttiva subito dopo la loro vittoria alle elezioni presidenziali del 1840.

### Rimozione degli indiani

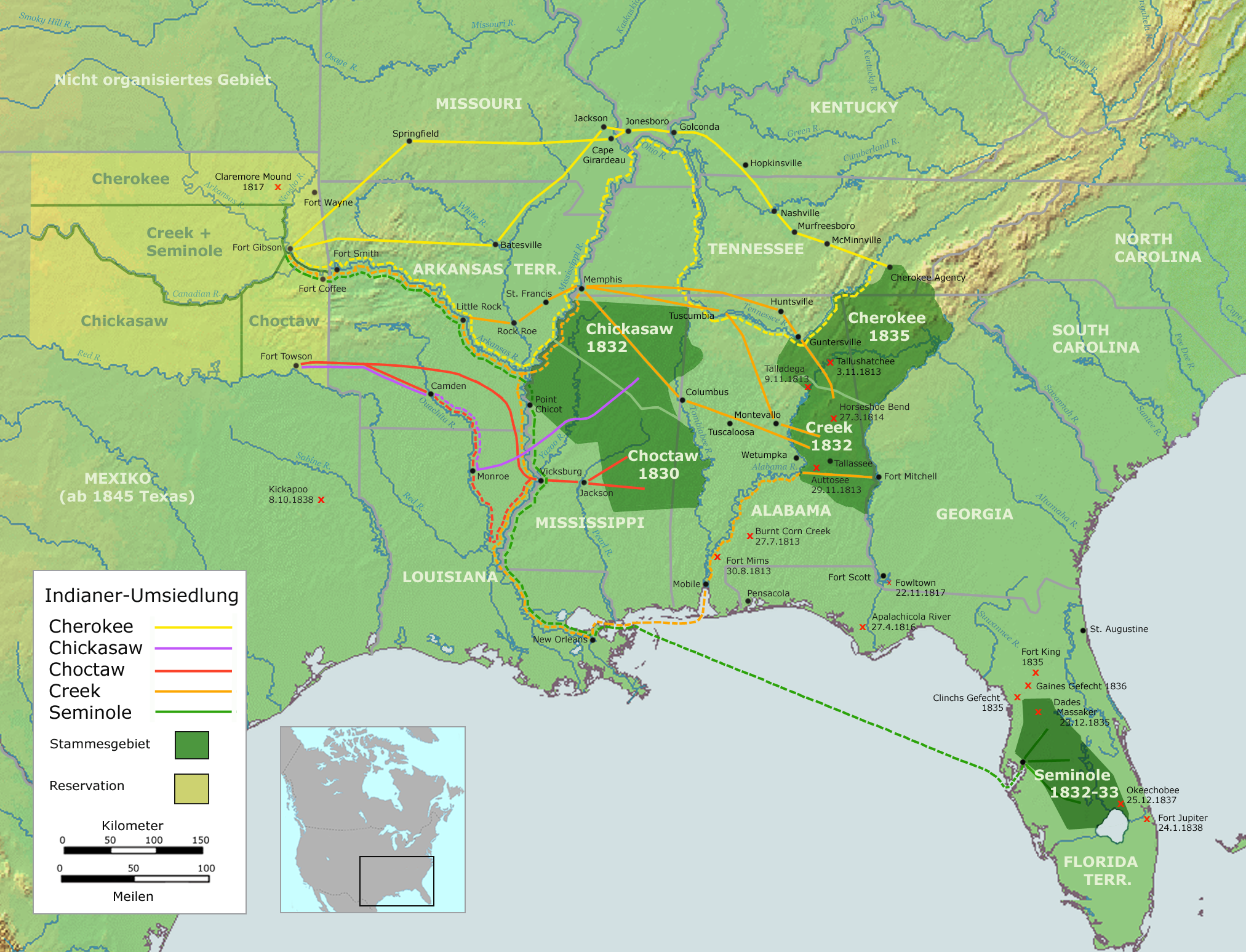
Le zone interessate dal sentiero delle lacrime dei Cherokee e dalla seconda guerra seminole (1835-1842) (in verde scuro). Ad ovest il territorio indiano loro assegnato, nell'odierno Oklahoma (in verde chiaro).

Due delle decisioni con maggiori conseguenze prese da Van Buren durante la sua presidenza furono legate alle popolazioni indigene degli Stati Uniti sud-orientali. La politica federale adottata dalla presidenza di Andrew Jackson aveva cercato, attraverso la legge detta Indian Removal Act del 1830, di spostare tutti i popoli nativi in terre ad ovest del fiume Mississippi; continuando questa prassi il governo federale negoziò 19 trattati con le nazioni indiane nel corso dei quattro anni della presidenza Van Buren.

La bandiera della Nazione Cherokee.

Il trattato di New Echota firmato nel 1835 dal governo federale e da rappresentanti della Nazione Cherokee aveva stabilito i termini in base ai quali l'intera popolazione cedeva il proprio territorio a sud-est e accettava di spostarsi verso ovest nell'odierno Oklahoma; nel 1838 il presidente ordinò al generale Winfield Scott di trasferire con la forza tutti i Cherokee (una delle cosiddette "Cinque Tribù Civilizzate") che non avevano ancora rispettato il trattato. I nativi furono quindi spinti con la violenza in svariati campi d'internamento appositamente allestiti, ove furono trattenuti per tutta l'estate; l'effettivo inizio dell'espulsione verso ovest fu ritardato da un'intensa siccità e dalle temperature molto alte, e si aspettò l'autunno. All'incirca 20.000 persone furono espulse con la forza.

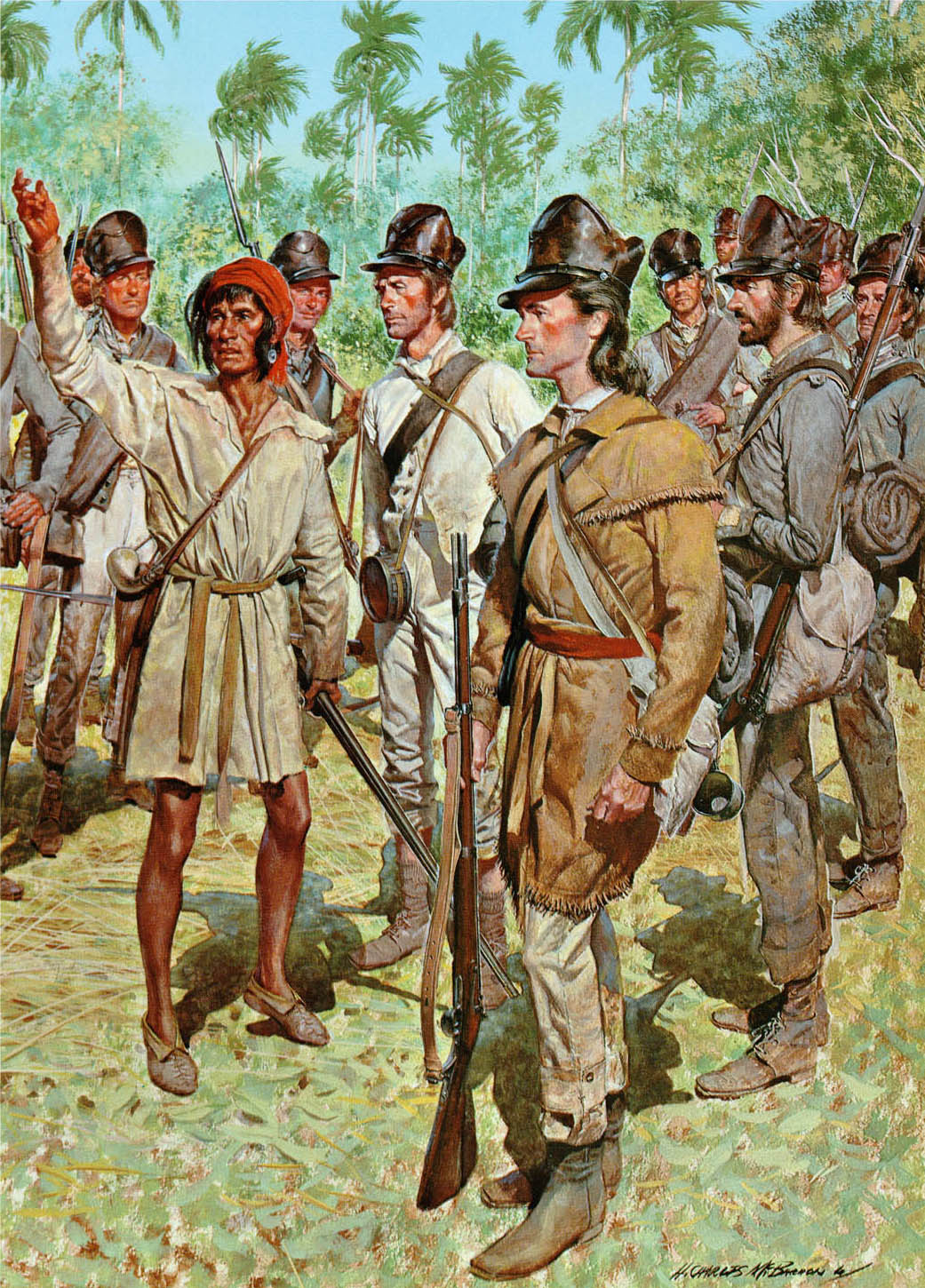
Truppe dell'esercito regolare con una guida Seminole (1839).

L'amministrazione aprì un contenzioso anche con i Seminole abitanti nel territorio della Florida, che impegnerà l'esercito regolare degli Stati Uniti in un conflitto durato sette anni; conosciuta come "seconda guerra contro i Seminole" questo conflitto era esploso nel 1835 durante la presidenza Jackson. Prima di lasciare l'incarico, Jackson mise il generale Thomas Sidney Jesup al comando delle truppe statunitensi presenti nella penisola della Florida. Furono stabilite fortificazioni in tutto il territorio indiano, con colonne mobili di soldati per perlustrare le campagne. Sentendo aumentare la pressione nei loro confronti, i Seminole, guidati dal capo Micanopy, si offrirono di arrendersi; si radunarono lentamente nei pressi dell'attuale Tampa per prepararsi all'emigrazione, ma a giugno scapparono dai campi di detenzione, per sfuggire alle malattie importate dai bianchi e ai cacciatori di schiavi, che speravano di catturare come prigionieri i Seminole Neri.
Nel dicembre del 1837 Jesup diede inizio ad una massiccia offensiva, culminata nella battaglia del lago Okeechobee il giorno di Natale; dopo la vittoria dell'esercito federale il conflitto entrò in una lunga guerra di logoramento. Nel corso di questo periodo il governo si rese conto che sarebbe stato molto difficile espellere i rimanenti Seminole dalla Florida, tanto che Van Buren mandò il generale Alexander Macomb a negoziare un accordo di pace. Questa fu l'unica volta nella storia degli Stati Uniti d'America che una nazione di nativi americani ebbe la meglio, costringendo il governo federale a cercare la pace; fu raggiunto un accordo che consentì ai Seminole di rimanere nei propri territori d'origine nel sud-ovest della regione. La fragile tregua fu però rotta nel luglio del 1839. Gli scontri continuarono fino al 1842, dopo la fine della presidenza Van Buren.
Le guerre seminole, che includono anche la seconda (1816-1819) e la terza (1855-1858), vengono considerate le guerre indiane più lunghe e costose nella storia degli Stati Uniti.

### Schiavitù

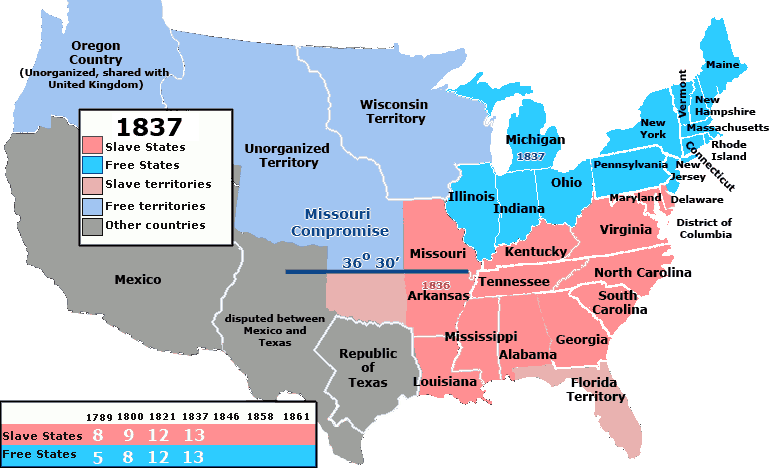
Stati schiavisti e stati liberi rispettivamente in rosso e blu, nel 1837.

Van Buren considerò per tutto il corso della propria amministrazione l'abolizionismo come la più grande minaccia all'unità della nazione; si oppose a qualsiasi tentativo da parte del Congresso di abolire la schiavitù nel distretto di Washington, misura a cui erano fortemente contrari gli Stati schiavisti meridionali, e si astenne dall'interferire con l'istituto della schiavitù dove esisteva.
Riflettendo sulla sua crescente importanza economica, fu il primo presidente a usare la parola "schiavitù" in un discorso inaugurale e le sue posizioni portarono all'accusa nei suoi confronti di essere un "uomo del Nord con sentimenti del Sud" (doughface, doppia faccia); tuttavia si dimostrò anche sensibile alle preoccupazioni dei nordisti sull'eventuale espansione della pratica e si oppose all'annessione texana con il proposito di evitare l'accendersi di divisioni geografiche.

### L'Amistad e le relazioni con l'impero spagnolo

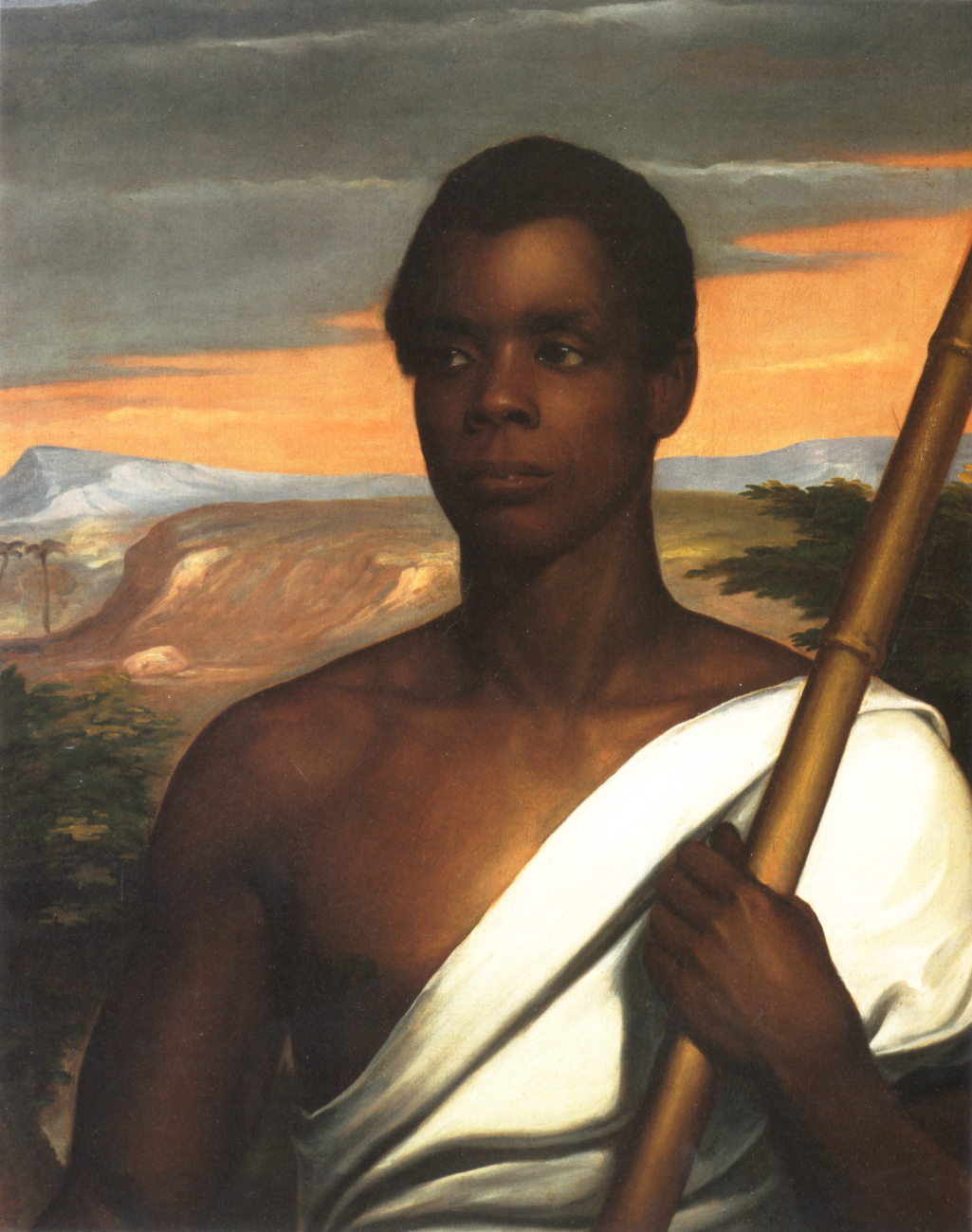
Ritratto di Joseph Cinque, uno dei 48 uomini a bordo della Amistad, in un dipinto di Nathaniel Jocelyn.

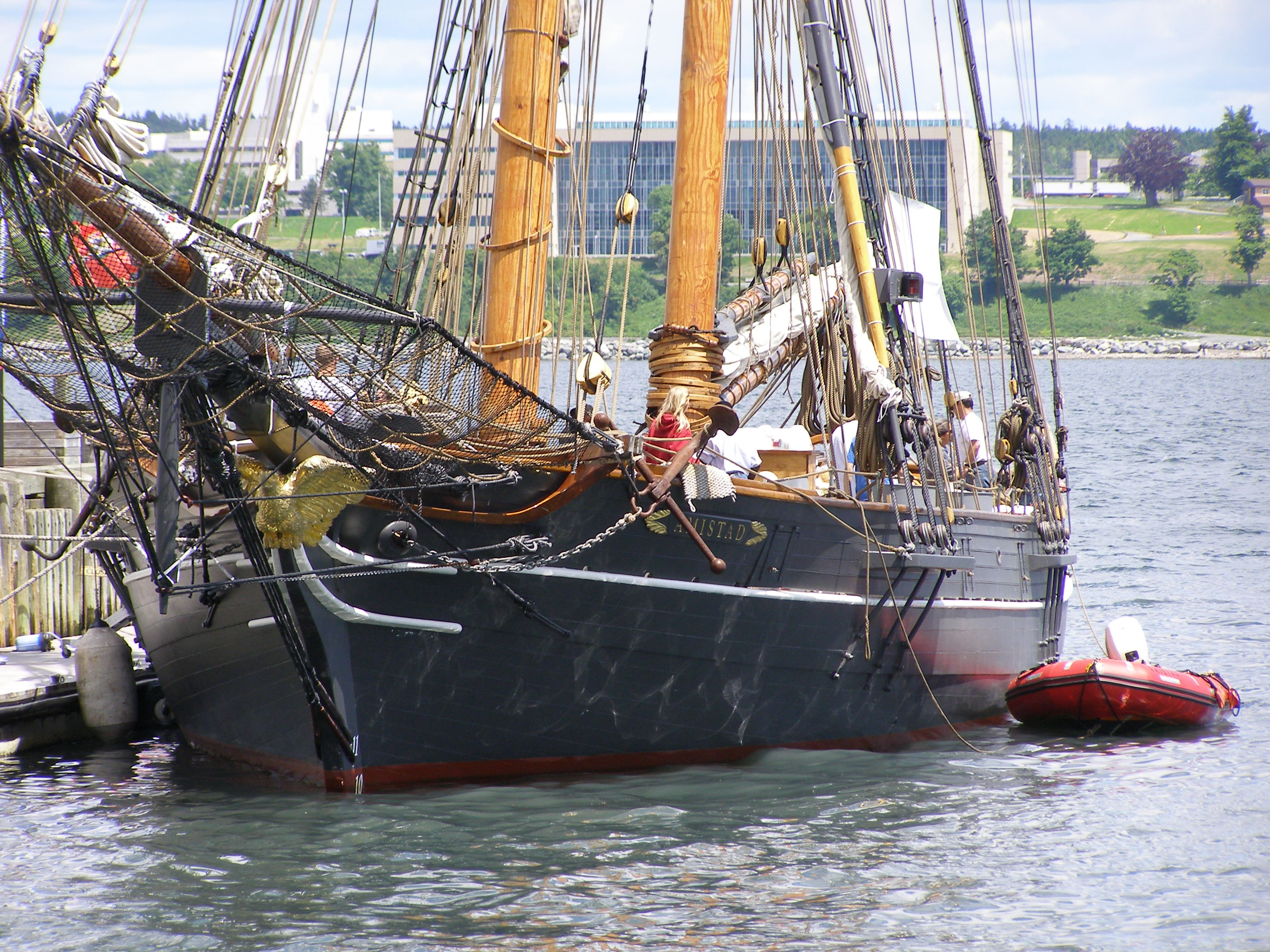
Una fedele ricostruzione dell'Amistad, 2007.

Nell'agosto del 1839 una nave negriera battente bandiera spagnola, La Amistad, apparve nella acque territoriali statunitensi al largo delle coste di Long Island. L'imbarcazione aveva a bordo due uomini bianchi di lingua spagnola e una cinquantina di uomini, donne e bambini, rapiti nella regione dell'odierna Sierra Leone per poter essere venduti illegalmente come schiavi e spediti alla capitaneria generale di Cuba; essi erano riusciti a liberarsi dalle catene e a prendere il controllo della nave. 
Dopo l'avvistamento, agenti del servizio fiscale costiero degli Stati Uniti salirono a bordo per prenderla in custodia. Gli africani furono trattenuti a New London in attesa che un tribunale decidesse sul caso. Il governo dell'impero spagnolo richiese che la nave con il suo carico, compresi gli africani, fosse riconsegnata. La presidenza Van Buren, cercando di minimizzare le conseguenze politiche, sia internazionali che interne, di questo incidente, nel processo che ne seguì sostenne la posizione spagnola; tuttavia il giudice del tribunale distrettuale stabilì che gli africani erano stati rapiti illegalmente. La decisione provocò la rabbia sia degli spagnoli sia dei proprietari di schiavi del sud. Nel tentativo di placare entrambi, Van Buren fece ricorso in appello alla Corte Suprema. 

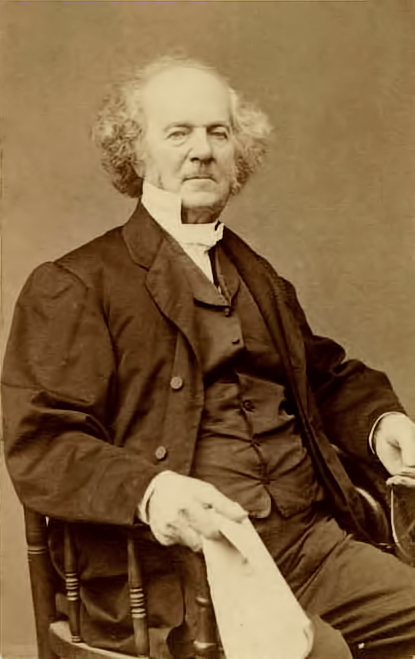
Lewis Tappan, abolizionista evangelico e fondatore del Comitato per l'Amistad.

Nel febbraio del 1840 l'ex presidente degli Stati Uniti John Quincy Adams, in un'accesa seduta svoltasi alla Camera dei rappresentanti, sostenne appassionatamente il diritto alla libertà per gli africani. Nel marzo del 1841, all'inizio della presidenza di William Henry Harrison, la Corte Suprema sentenziò che gli africani dell'Amistad erano persone libere e potevano far ritorno in patria.
La natura unica del caso, che coinvolse questioni e schieramenti internazionali e la stessa magistratura statunitense, e con persone di colore che testimoniarono per la prima volta in un tribunale federale e assistite da avvocati bianchi di spicco, attirò un notevole interesse del pubblico. Il processo contro l'Amistad attirò l'attenzione sulle tragedie intime conseguenti alla schiavitù e generò sostegno al movimento crescente nel nord che invocava l'abolizione della schiavitù; contribuì anche a trasformare le aule di tribunale nel principale luogo di dibattito nazionale sui fondamenti giuridici dello schiavismo, che si trascinò per circa vent'anni, fino alla presidenza di Abraham Lincoln.

### Mormoni
Nel 1839 Joseph Smith Jr., il fondatore del movimento dei Santi degli ultimi giorni, fece visita al presidente per chiedere al Governo federale di aiutare circa 20.000 coloni mormoni di Independence, nel Missouri, che erano stati costretti ad abbandonare la loro città a seguito della guerra mormone del 1838. Il governatore del Missouri Lilburn Boggs aveva emanato il Missouri Executive Order 44 del 27 ottobre 1838, noto come "Ordine di sterminio"; esso considerava i mormoni come "nemici interni" e autorizzava le truppe della milizia ad usare le armi contro di loro per "sterminarli o cacciarli a forza dallo Stato federato".
Nel 1839, dopo essersi trasferito nell'Illinois, Smith e i suoi si appellarono ai membri del Congresso e a Van Buren per intercedere a loro favore; secondo il pronipote di Smith Van Buren gli rispose: "La tua causa è giusta, ma non posso far nulla per te, se ti proteggo perderò il voto del Missouri".

## Politica estera

### Relazioni con il Messico e Repubblica del Texas

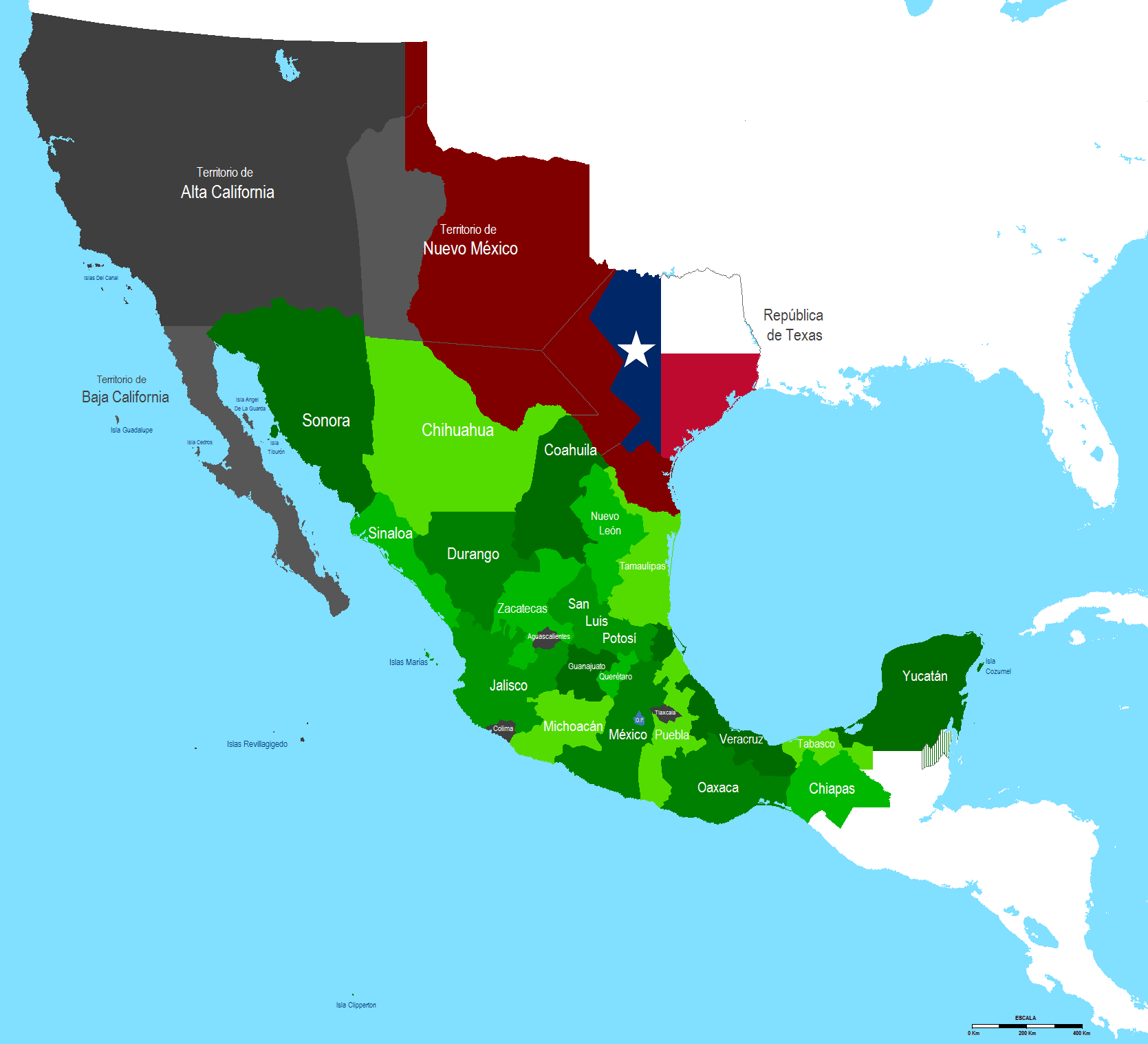
Il territorio messicano con la Repubblica del Texas (all'estremo Nord-Est) e la regione contesa (colorata in rosso) nel 1837.

Poco prima del suo termine, nel marzo del 1837 la presidenza di Andrew Jackson riconobbe a livello diplomatico la neonata Repubblica texana; pur suggerendo la prospettiva di una rapida annessione Jackson temeva lo scoppio di una guerra con i messicani e l'accrescimento delle tensioni interne tra nord e sud. Gli abolizionisti della Nuova Inghilterra accusarono l'esistenza di "una cospirazione del potere schiavista per l'acquisto del Texas" e Daniel Webster denunciò con eloquenza alla Camera le ipotesi annessioniste.
Già nel settembre del 1836 i texani bianchi americani avevano votato a stragrande maggioranza a favore dell'ingresso nell'Unione. Invertendo audacemente la politica di Jackson, Van Buren cercò "la pace all'estero e l'armonia in casa". Propose una soluzione diplomatica ad una disputa finanziaria di vecchia data tra cittadini statunitensi e governo messicano, facendo cessare la minaccia di Jackson di risolverla con la forza. Allo stesso modo, quando l'agente diplomatico texano a Washington propose al governo federale l'ingresso del Texas nell'Unione nell'agosto del 1837, gli venne risposto che la proposizione non poteva venire accolta. Le ragioni per un tale rifiuto erano gli scrupoli costituzionali e il timore dello scoppio di un conflitto armato con il Messico, ma la preoccupazione che ciò avrebbe fatto precipitare lo scontro su base geografica tra gli abolizionisti del nord e i difensori dello schiavismo del sud pesò sulla decisione di Van Buren e continuò ad essere il principale ostacolo all'annessione. Il Texas ritirò la richiesta di ingresso nel 1838.

### Relazioni con l'impero britannico e Canada
Gli abitanti del Basso Canada (l'odierno Québec) e dell'Alto Canada (l'odierno Ontario), che erano sudditi britannici, insorsero tra il 1837 e il 1838 per avere più rappresentanza politica. 

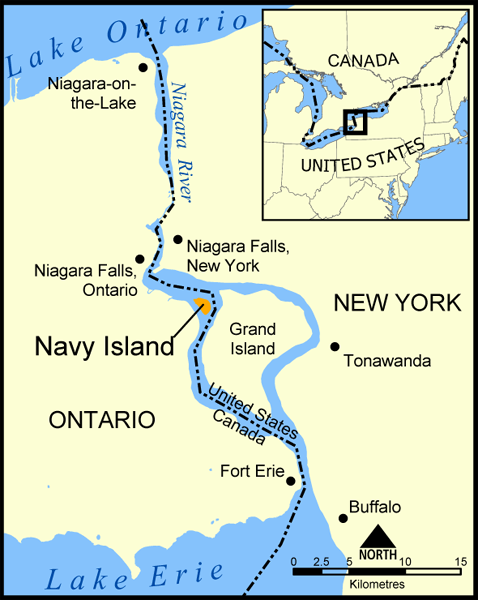
Localizzazione dell'isola Navy al centro del fiume Niagara.

L'insurrezione nell'Alto Canada terminò rapidamente (dopo la battaglia di Montgomery's Tavern a dicembre) ma molti dei ribelli fuggirono attraverso il fiume Niagara nello Stato di New York e il leader canadese William Lyon Mackenzie iniziò a reclutare volontari a Buffalo. Egli proclamò la Repubblica del Canada e preparò un piano in base al quale i guerriglieri avrebbero invaso il Basso Canada partendo dalla disabitata isola Navy, posta sul lato canadese del Niagara; diverse centinaia di volontari vi si recarono nelle settimane immediatamente successive; si procurarono l'imbarcazione a vapore Caroline e cominciarono ad utilizzarla per consegnare i rifornimenti che giungevano da Fort Schlosser, in territorio statunitense. Cercando di scoraggiare l'invasione, verso la fine dell'anno le forze britanniche oltrepassarono il confine giungendo sulle rive statunitensi, dove bruciarono e affondarono la Caroline. Nell'azione, un cittadino statunitense rimase ucciso ed altri gravemente feriti. Questo suscitò negli Stati Uniti un movimento d'opinione favorevole ad una dichiarazione di guerra contro gli inglesi, ed una nave britannica venne data alle fiamme come ritorsione.

Il presidente, nel tentativo di evitare un conflitto, mandò il generale Winfield Scott al confine, dotato di ampi poteri discrezionali, con l'incarico di proteggerlo e di mantenere la pace. Scott convinse i cittadini statunitensi sulla necessità di una soluzione diplomatica della vertenza, chiarendo che il governo federale non avrebbe sostenuto gli avventurieri che si avessero attaccato le truppe inglesi. All'inizio di gennaio Van Buren proclamò ufficialmente la neutralità degli Stati Uniti sulla questione dell'indipendenza del Canada. La dichiarazione fu confermata dal Congresso, che approvò velocemente una legge sulla neutralità che scoraggiava la partecipazione di cittadini statunitensi nei conflitti esteri.

I colori della bandiera adottata dal movimento patriottico canadese tra il 1832 e il 1838.

Nel corso della ribellione in Canada, Charles Duncombe e William Lyon Mackenzie costituirono le milizie "Hunters' Lodges" e "Frères chasseurs", comprendenti cittadini statunitensi; questi gruppi effettuarono diversi attacchi nell'Alto Canada tra il dicembre del 1837 e il dicembre del 1838, noti collettivamente come "guerra patriottica". La presidenza Van Buren applicò con scrupolo la legge sulla neutralità, incoraggiando il perseguimento dei "banditi" e d'altro lato scoraggiando i propri cittadini dal partecipare alle attività sovversive all'estero.
A lungo termine, l'opposizione del presidente al conflitto contribuì alla stabilità delle relazioni bilaterali anglo-americane e statunitensi-canadesi nel corso del XX secolo; d'altra parte, suscitò reazioni contrastanti tra i cittadini statunitensi a causa di quella che sembrava un'eccessiva estensione del potere del governo federale.

### Guerra di Aroostok
Una nuova crisi arrivò alla fine del 1838 nel territorio conteso alla frontiera tra Maine e Nuovo Brunswick, dove cittadini statunitensi continuavano a stanziarsi in terre da tempo rivendicate sia dagli Stati Uniti che dall'impero britannico. La presidenza di Andrew Jackson era stata disposta a rinunciare alle pretese sulla regione in cambio di altre concessioni, ma lo Stato del Maine non era disposto a fare altrettanto sulla zona contesa. Da parte loro gli inglesi consideravano l'area come vitale per una buona difesa del Canada.

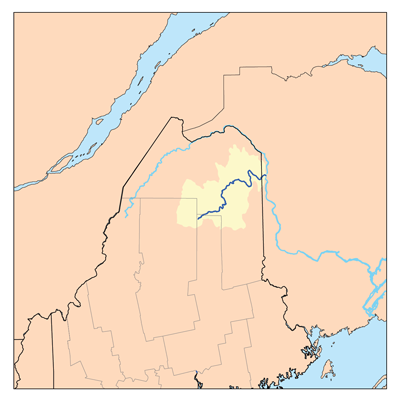
Localizzazione del fiume Aroostok.

Durante l'inverno 1838-1839 taglialegna sia statunitensi sia canadesi tagliavano legname all'interno del territorio conteso in una tenuta nei pressi del fiume Aroostook. Quando i taglialegna statunitensi si posero a guardia del confine, per impedire l'ingresso dei concorrenti canadesi, seguì un violento scontro verbale noto come "battaglia di Caribou"; le tensioni si trasformarono rapidamente in una specie di guerriglia, con cittadini di entrambe le nazioni arrestati oltre confine. La crisi sembrava pronta a diventare un vero e proprio conflitto armato. Le forze britanniche iniziarono a radunarsi lungo il fiume Saint John, e il governatore del Maine John Fairfield mobilitò le milizie statali per affrontare gli inglesi; furono costruite anche diverse fortificazioni.

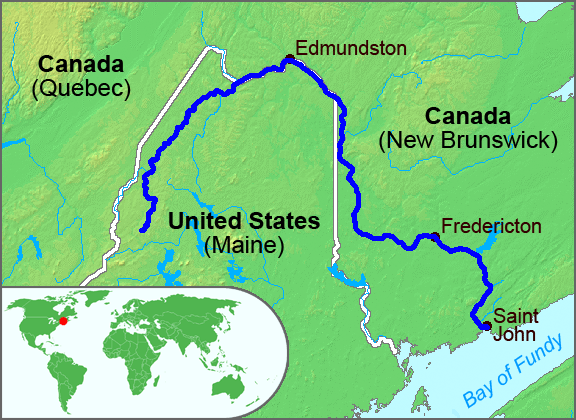
Localizzazione del Saint John (fiume Canada).

La stampa statunitense reclamava la guerra: "Maine e la sua terra, o SANGUE!" titolò a piena pagina un editoriale; "Estraiamo la spada e gettiamo il fodero!" proclamò un altro. A giugno il Congresso autorizzò l'impiego di 50.000 soldati e un finanziamento di 10 milioni di dollari nel caso in cui truppe militari straniere fossero entrate in territorio statunitense.
Van Buren non sembrava però disposto ad entrare in guerra per una simile vertenza, sebbene desse continue rassicurazioni al Maine che avrebbe risposto con decisione ad ogni aggressione da parte britannica; nel tentativo di risolvere la crisi il presidente incontrò l'ambasciatore britannico Henry Stephen Fox; insieme concordarono di porre fine in via diplomatica la questione dei confini ancora non definiti. Van Buren mandò nuovamente Scott nell'area di confine settentrionale, sia per mostrare che l'opzione militare era sempre aperta, sia soprattutto per ridurre le tensioni tra i cittadini statunitensi della zona. Il generale riuscì a convincere tutte le parti in causa a sottoporre il caso ad un arbitrato; la controversia terminò definitivamente pochi anni dopo grazie alla stipula del trattato Webster-Ashburton nel 1842, al principio della presidenza di John Tyler.

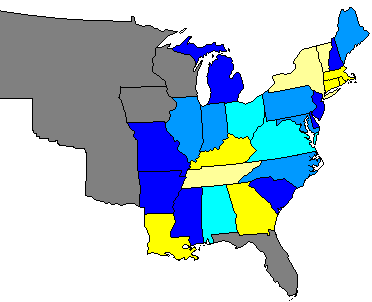

| Risultati in percentuale per Stato al 26º Congresso: | Risultati in percentuale per Stato al 26º Congresso: |
| ---------------------------------------------------- | ---------------------------------------------------- |
| 80,1-100% Democratici                                | 80,1-100% Whig                                       |
| 60,1-80% Democratici                                 | 60,1-80% Whig                                        |
| Meno del 60% Democratici                             | Meno del 60% Whig                                    |

## Elezioni di medio termine del 1838
Il panico del 1837 fu uno degli elementi chiave delle elezioni di medio termine del 1838, poiché gli effetti immediati della recessione economica portarono all'aumento di voti per il nuovo Partito Whig sia alla Camera dei rappresentanti sia al Senato. Il Partito Democratico riuscì a mantenere la maggioranza in entrambe le Camere, ma una divisione interna tra i deputati democratici portò all'elezione a presidente della Camera del deputato Whig Robert Mercer Taliaferro Hunter. Allo stesso modo le elezioni statali del 1837-1838 si riveleranno disastrose per i democratici e la parziale ripresa dell'economia nel 1838 fu frenata da una seconda crisi finanziaria scoppiata in quello stesso anno.

## Elezioni presidenziali del 1840
Il presidente riuscì facilmente ad ottenere la candidatura per un secondo mandato alla convention nazionale democratica, ma lui e il suo partito dovettero affrontare elezioni difficili. I quattro anni di presidenza si erano rivelati irti di ostacoli, con l'economia in una grave fase di recessione e l'aumento di divisioni su vari temi come la schiavitù, l'espansione verso ovest e le tensioni con l'impero britannico. Tutto ciò fornì argomenti agli oppositori di Van Buren, compresi alcuni Democratici, per criticare le sue azioni. La sua nomina a candidato non venne mai messa in dubbio, ma gli strateghi del Partito cominciarono a mettere in discussione l'opportunità di mantenere Richard Mentor Johnson come vicepresidente. Persino l'ex presidente Andrew Jackson ammise che Johnson rappresentava un problema e insistette per farlo sostituire con l'ex presidente della Camera dei rappresentanti James Knox Polk del Tennessee. Van Buren era però riluttante ad abbandonare Johnson, che era popolare tra i lavoratori e le frange più radicali del Nord, ed apportava esperienza in campo militare che avrebbe potuto rivelarsi decisiva contro il probabile candidato Whig William Henry Harrison. La convention democratica decise di non ricandidare Johnson lasciando alle sezioni di partito di ogni Stato la scelta del candidato alla vicepresidenza.
Come previsto la convention Whig del dicembre del 1839 nominò Harrison. Questi aveva prestato servizio in varie posizioni governative nel corso della propria carriera e si era guadagnato una vasta notorietà per la sua leadership militare nella battaglia di Tippecanoe e nella guerra anglo-americana del 1812; gli affiancarono l'ex senatore John Tyler della Virginia. I Whig presenteranno il loro candidato come l'antitesi del presidente in carica, da loro deriso come inefficace, corrotto e "sorpassato"; dipinsero Van Buren come un aristocratico che viveva in grande stile alla Casa Bianca, mentre utilizzarono l'immagine di Harrison per raffigurarlo in una capanna di tronchi mentre sorseggia il sidro per convincere gli elettori che fosse un uomo del popolo.

Risultati presidenziali del 1840.

L'entusiasmo per "Tippecanoe e Tyler Too", unito alla grave crisi economica del paese, rese alla fine impossibile al presidente conquistare un secondo mandato; Harrison vinse con un voto popolare di 1.275.612 preferenze contro 1.130.033 e 234 grandi elettori contro 60. Un sorprendente 80% degli aventi diritto si recò alle urne, rispetto al 55% delle elezioni precedenti. I Whig ottennero per la prima volta la maggioranza sia alla Camera sia al Senato.
Un'eredità linguistica della campagna del 1840 fu attribuita allo stesso Van Buren, l'espressione "OK"; sebbene alcuni esperti la attribuiscano ad altre origini, ad esempio dalla "lingua Choctaw" o addirittura dalla lingua wolof, e altri ad un'abbreviazione di "oll korrect" (gli "errori di ortografia" attribuiti a Andrew Jackson), un'opinione diffusa è che derivi invece proprio da Old Kinderhook, ovvero uno dei tanti soprannomi dati a Van Buren. Il primo uso registrato di "OK" nel senso dell'approvazione risale a un giornale nel 1839.

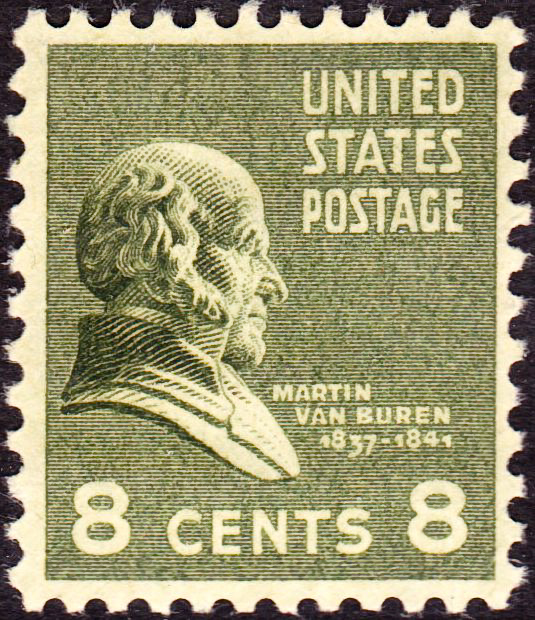
Un francobollo della serie presidenziale emesso nel 1938 con l'effigie del presidente.

## Reputazione storica
(Mario Francisi Storia dei presidenti americani Tascabili Newton 1996, pag. 27)
"Il piccolo mago" e "la volpe rossa di Kinderhook" erano i soprannomi di Van Buren nella politica di New York, ed in seguito "il Talleyrand americano"; DeWitt Clinton ha parlato di lui come del "principe dei cattivi". Gli avversari lo hanno accusato di essere implicato in sottili intrighi, un indeciso pragmatico; hanno coniato l'aggettivo "vanburenish" per indicare una persona che è evasiva o non impegnata apertamente con opinioni chiare. I critici più accaniti rimasero convinti che fu la sua astuzia a muoversi nell'ambiente infido dell'apparato di partito, e non i suoi talenti, ciò che lo aveva portato già nel 1833 quasi al vertice della politica nazionale ed infine al ruolo di successore prescelto di Jackson.
La presidenza di Van Buren fu contrassegnata sia da insuccessi e critiche sia da successi e approvazione popolare.

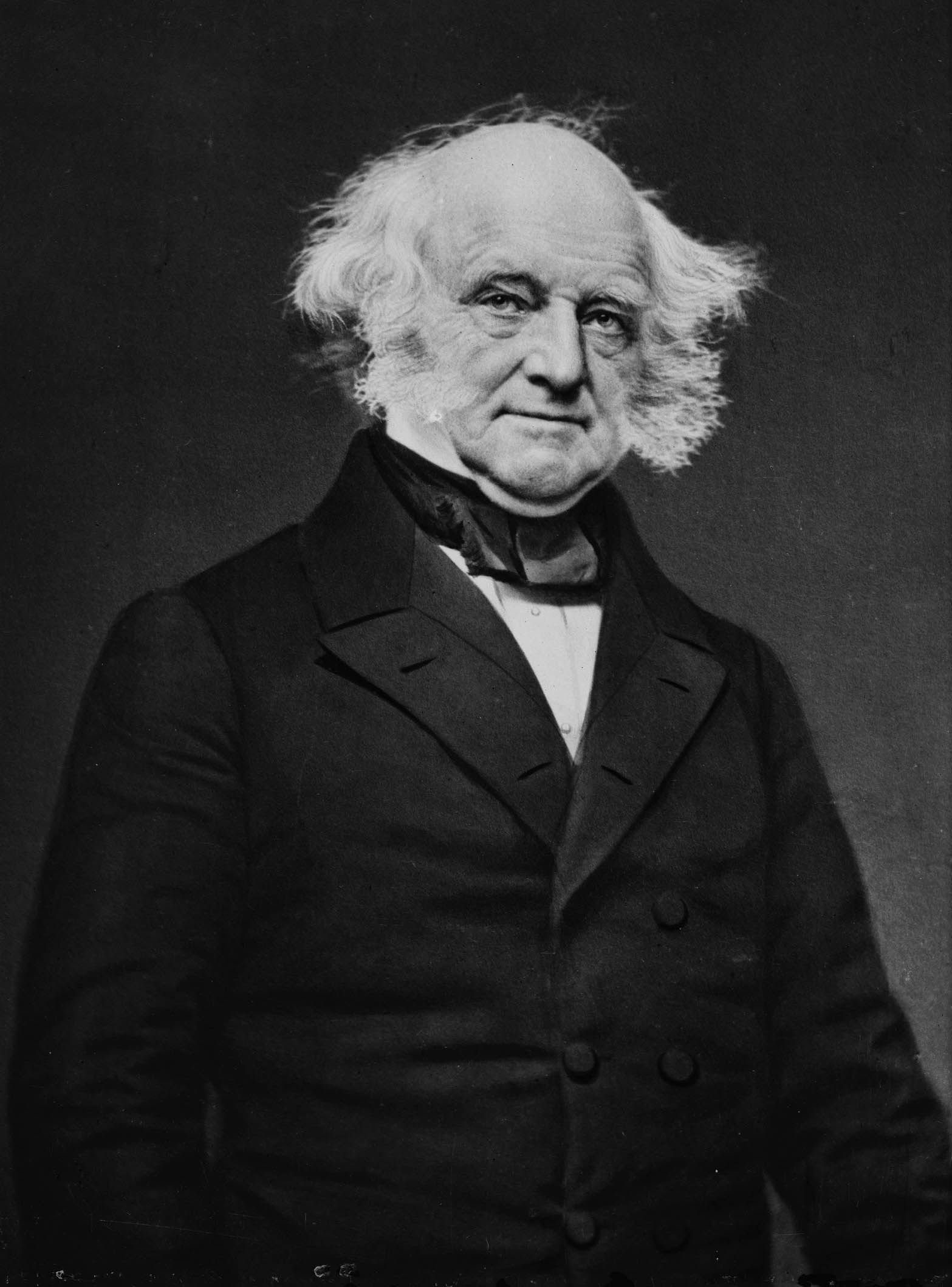
Foto dell'ex presidente tra il 1860 e il 1862.

La sua presidenza viene solitamente considerata nel migliore dei casi nella media; tuttavia gli storici la ritengono parte integrante dello sviluppo del sistema politico nazionale e che il suo risultato più duraturo fu quello di aver saputo organizzare compiutamente e aver dato solide basi al nuovo moderno Partito Democratico, guidandolo al dominio nel secondo sistema partitico.
Nel valutare l'impatto complessivo e il suo lascito gli studiosi hanno generalmente operato una distinzione tra la presidenza di Van Buren, spesso giudicata carente e in difficoltà, e il suo contributo allo sviluppo del sistema politico, che trovano sostanzialmente originale e significativo.
In un'era in cui la vicepresidenza raramente portava alla Casa Bianca, solo Van Buren, su 21 vicepresidenti dal 1802 al 1900, riuscì ad essere eletto presidente; altri quattro (John Tyler, Millard Fillmore, Andrew Johnson e Chester Arthur) raggiunsero la presidenza per la morte del presidente eletto e nessuno di questi riuscì successivamente a vincere le elezioni.
La sua lunga carriera politica raggiunse il proprio culmine con la presidenza, ma la fortuna iniziò rapidamente a calare subito dopo il 1836; la nazione fu difatti presa in una morsa dalla lunga recessione economica iniziata con il panico del 1837, di cui fu accusato di essere uno dei maggiori responsabili.
Alle elezioni presidenziali del 1840, nonostante i numerosi talenti che gli consentirono di costruire, perfezionare e difendere un sistema partitico dapprima a livello solo statale ma poi anche a livello federale, la sua ricandidatura risultò irrimediabilmente perdente.
Un sondaggio d'opinione condotto da C-SPAN nel 2017 vide Martin Van Buren classificato nei gradini più bassi tra i presidenti di tutti i tempi, sotto la presidenza di George W. Bush e sopra la presidenza di Chester Arthur; fu chiesto a 91 diversi storici presidenziali di classificare i 43 ex presidenti (incluso quello allora uscente Barack Obama) in varie categorie per ottenere un punteggio composito, risultante in una classifica generale: Van Buren si classificò al 34° (in calo rispetto al 31° ottenuto nel 2009 e al 30° nel 2000).
Le valutazioni espresse a suo carico nelle varie categorie di questa ricerca più recente sono state le seguenti: persuasione pubblica 30°, capacità di guida in tempi di crisi 35°, gestione dell'economia 40°, autorità morale 33°, relazioni internazionali 26°, capacità amministrative 26°, rapporti con il Congresso 28°, coerenza e solidità di programma 33°, perseguimento di una giustizia uguale per tutti 30°, efficacia nel contesto dei tempi 33°.
Diversi storici hanno ritenuto Van Buren tra i presidenti più oscuri della nazione. Un articolo apparso sul Time del 2014, dedicato ai "primi 10 presidenti dimenticabili", notava:

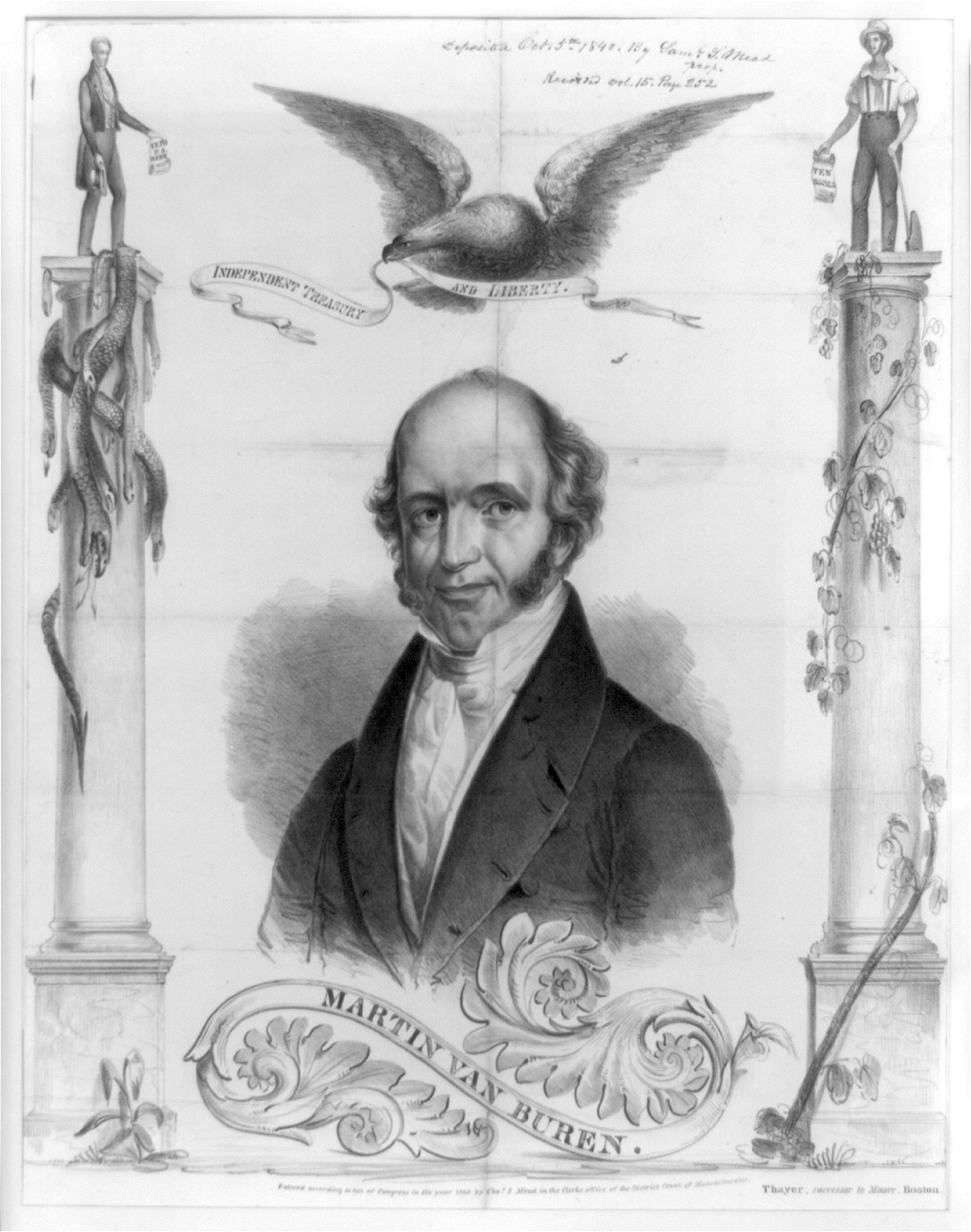
Ritratto del presidente nel 1840.

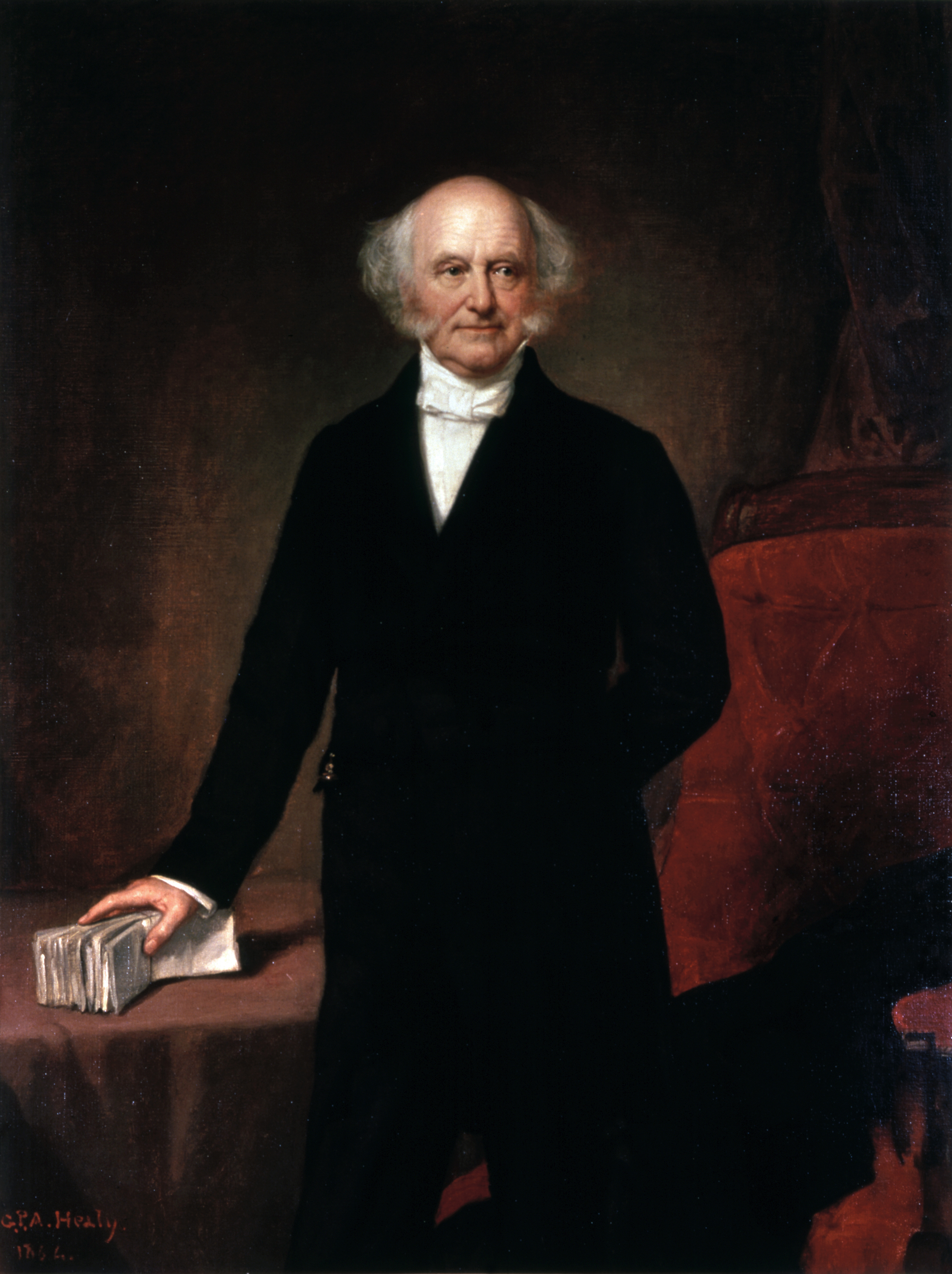
Il ritratto ufficiale del presidente in un dipinto di George Peter Alexander Healy.

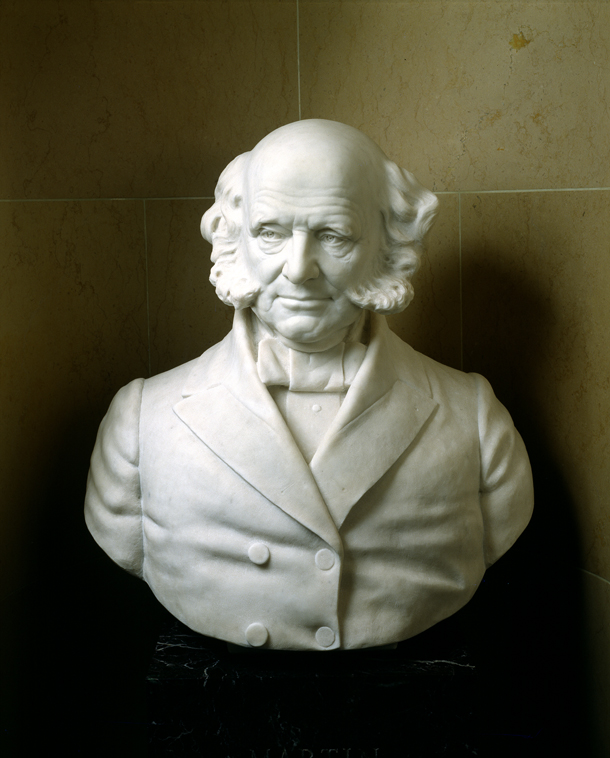
Busto del presidente.

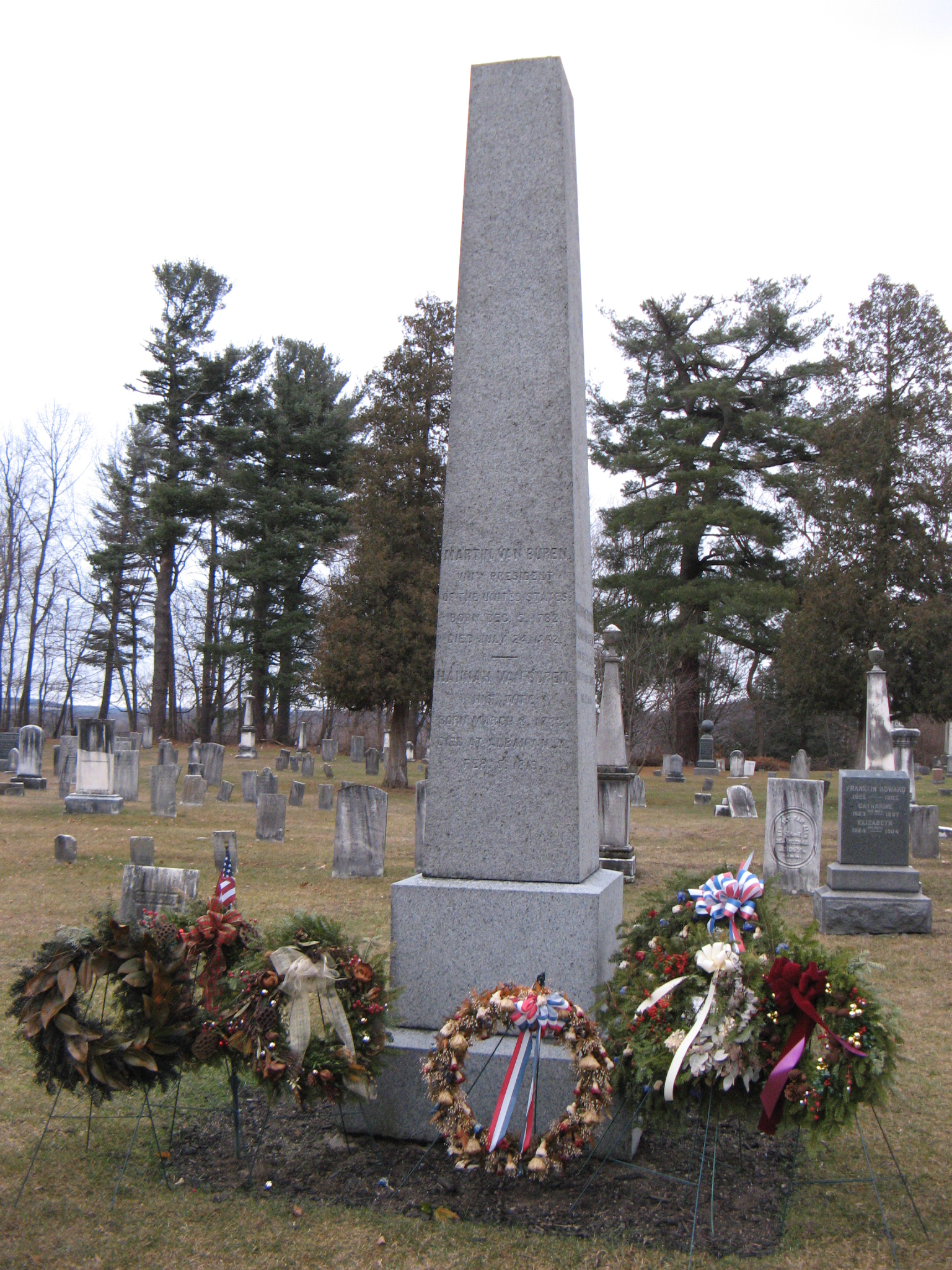
La tomba del presidente a Kinderhook (New York).

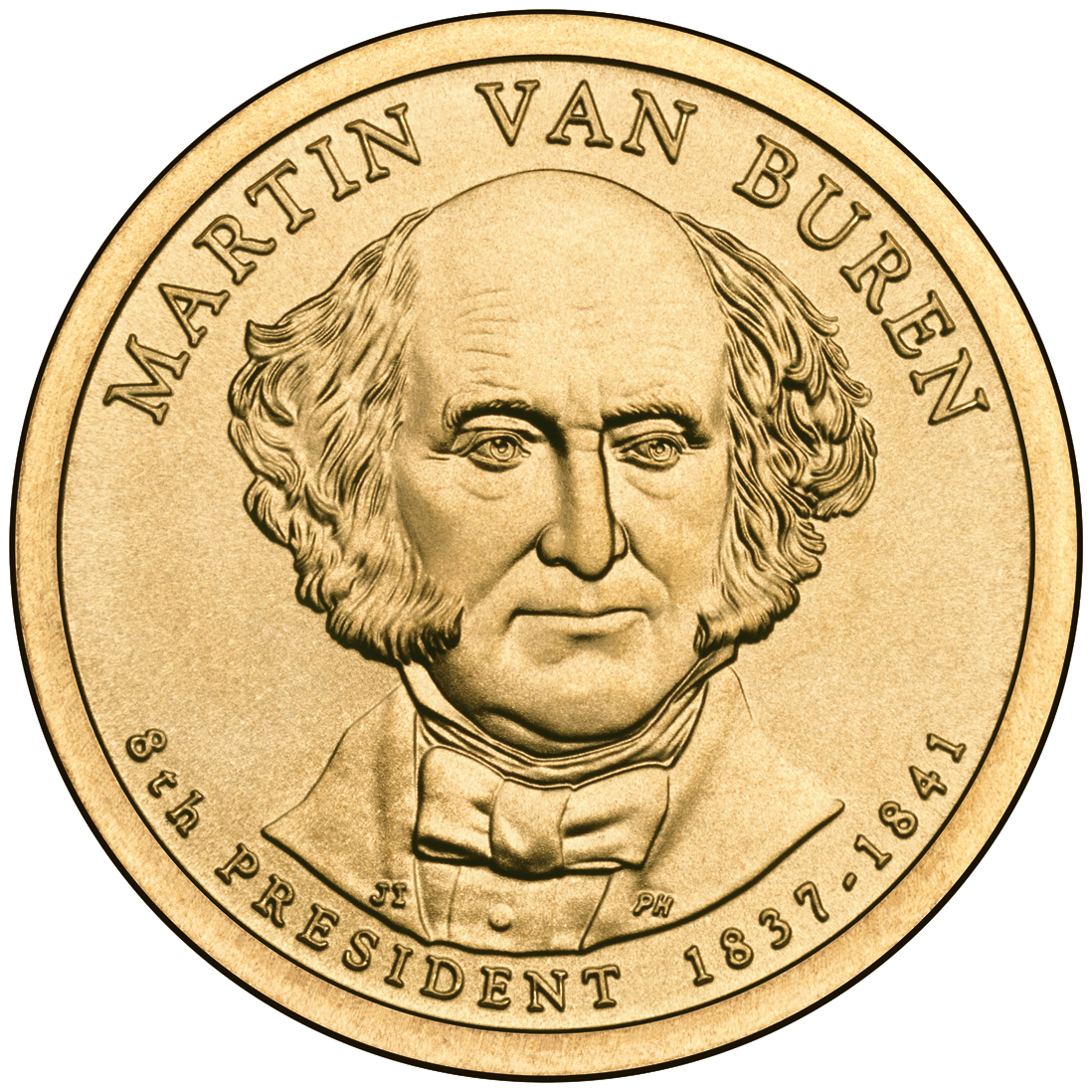
Il dollaro presidenziale con l'effigie di Van Buren.

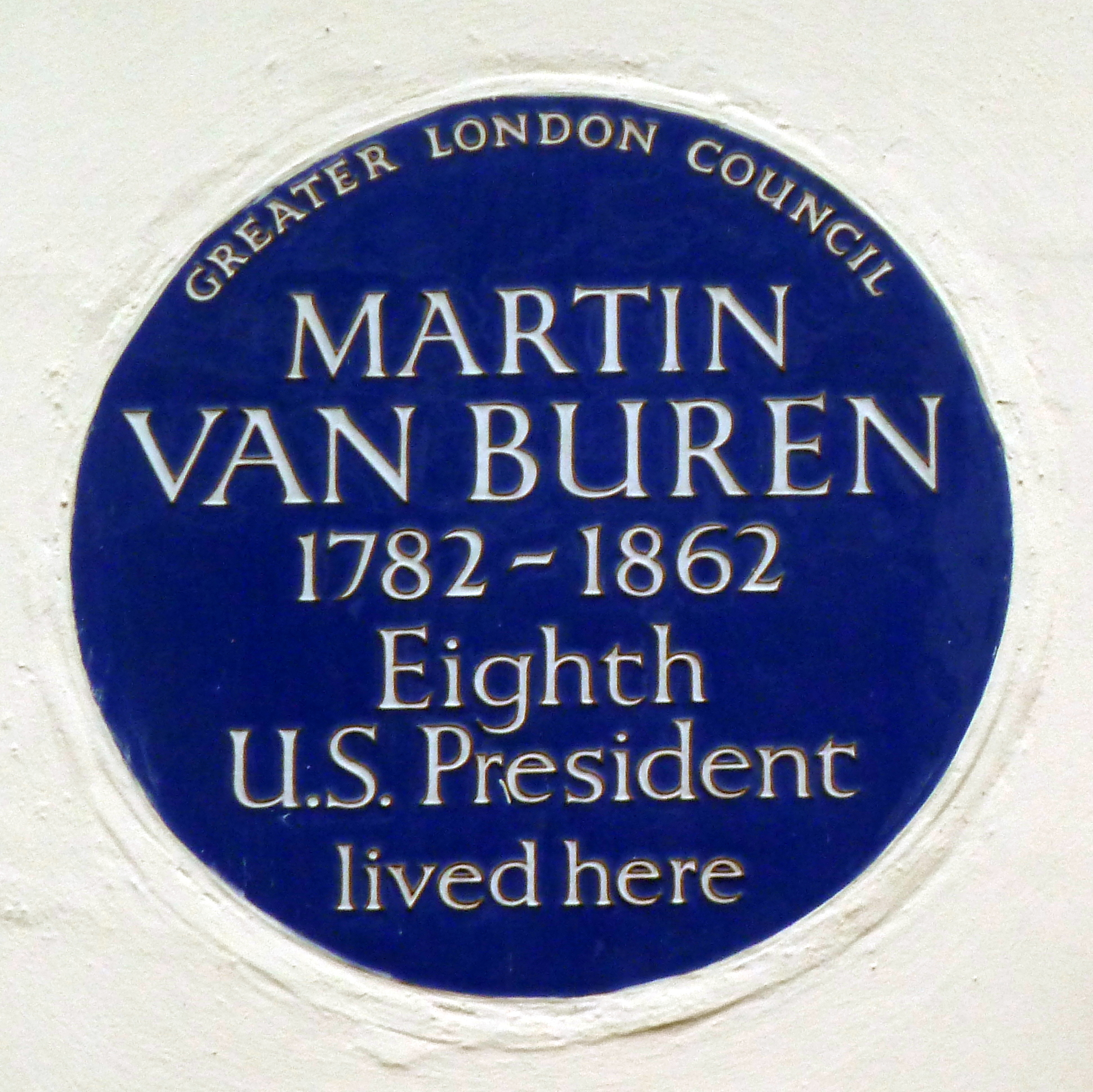
Targa blu dedicata al presidente, Marylebone.

Lo Stemma personale del presidente Van Buren.

### Testi d'autore
- Martin Van Buren, Inquiry into the Origin and Course of Political Parties in the United States, New York, Hurd and Houghton, 1867, ISBN 1-4181-2924-0.
- Martin Van Buren, The Autobiography of Martin Van Buren, Annual Report Of The American Historical Association For The Year 1918, II, Washington D.C., Govt. Print. Off, 1920, ISBN 0-678-00531-1.

### Altre letture
- Holmes Alexander, The American Talleyrand: Martin Van Buren, 1935.
- James C. Curtis, The Fox at Bay: Martin Van Buren and the Presidency, 1837–1841, Lexington, University Press of Kentucky, 1970, ISBN 978-0-8131-1214-5.
- James A. Henretta, Martin Van Buren, in The American Presidency, Boston, Houghton Mifflin Company, 2004,  pp. 103–114, ISBN 0-618-38273-9.
- William M. Holland, The Life and Political Opinions of Martin Van Buren, Vice President of the United States, Belknap & Hammersley, 1836.
- Denis Tilden Lynch, An Epoch and a Man: Martin Van Buren and His Times, New York, H. Liveright, 1929.
- John Niven, Martin Van Buren: The Romantic Age of American Politics, New York, Oxford University Press, 1983, ISBN 978-0-19-503238-3.
- James Schouler, History of the United States of America: 1831–1847. Democrats and Whigs, vol. 4, Washington, D.C., W. H. Morrison, 1889.
- Edward Shepard Shepard, American Statesmen: Martin Van Buren, Houghton, Mifflin & Co., 1899.
- Joel H. Silbey, Party Over Section: The Rough and Ready Presidential Election of 1848, Lawrence, Kansas, University Press of Kansas, 2009, ISBN 978-0-7006-1640-4.
- Silbey, Joel H., A Companion to the Antebellum Presidents 1837–1861, Wiley, 2014,  pp. 109-154.